# Arthur Witty
Arthur Witty Cotton (Barcellona, 16 agosto 1878 – Barcellona, 9 novembre 1969) è stato un imprenditore e calciatore spagnolo naturalizzato inglese, di ruolo difensore.
Con il Futbol Club Barcelona giocò nella prima finale di Coppa del Re e fu poi il quarto presidente del club, in carica dal 17 settembre 1903 al 6 ottobre 1905. Imprenditore di successo, l'azienda di proprietà della sua famiglia, il Witty Group, opera ancora oggi. Era il fratello maggiore di Ernest Witty, tennista e fondatore del Real Club de Tenis de Barcelona.

## Biografia

### Primi anni
Era figlio di Frederick Witty, un imprenditore britannico stabilitosi a Barcellona e appartenente ad una famiglia dello Yorkshire. Inizialmente intendeva emigrare in Argentina, ma fu convinto a trasferirsi in Spagna da amici. Nel 1873 fondò un'impresa costruttrice di barche di nome F. Witty e intensificò i rapporti commerciali tra Spagna e Regno Unito. Arthur e il fratello minore Ernest frequentarono la Merchant Taylors' School, nel Merseyside, dove lo sport era ritenuto di primaria importanza nell'educazione e nello sviluppo di un giovane. Negli anni trascorsi alla Merchant Taylors, Arthur giocò come attaccante nella locale squadra di rugby. Ritornati a Barcellona, i due fratelli si unirono all'azienda del padre, che oggi è nota come Witty Sociedad Anonima o Witty S.A.

### Calciatore
Arthur ed Ernest tornarono in Spagna con la passione per lo sport. Impossibilitati a praticare il rugby per via della carenza di campi appositi, iniziarono ad organizzare partite di calcio tra squadre di impiegati. Nel 1899 Ernest divenne uno dei fondatori del Real Club de Tenis de Barcelona e da campione nazionale spagnolo di tennis giocò insieme a Hans Gamper. Quando quest'ultimo fondò il Futbol Club Barcelona nell'ottobre 1899, i fratelli Witty furono subito coinvolti nel progetto e usarono la loro compagnia per dotare il sodalizio di palloni a norma di regolamento, fischietti da arbitro e reti dall'Inghilterra. Secondo alcune voci sarebbero stati proprio i fratelli Witty a scegliere il blaugrana come colore ufficiale del Barcellona, mutuando le tonalità presenti sulle divise della squadra di rugby della Merchant Taylors', benché sull'origine del cromatismo del Barça sussitano altre ipotesi ugualmente plausibili.
All'inizio di dicembre del 1899 il Barcellona disputò la sua prima partita contro una selezione inglese nel Velódromo de la Bonanova, oggi conosciuto come Turo Park. La squadra blaugrana aveva solo dieci uomini, mentre la selezione inglese comprendeva alcuni giocatori del Barcellona come Arthur Witty. La selezione britannica vinse per 1-0 con un gol di Witty. Alla vigilia di Natale Witty avrebbe esordito ufficialmente con la maglia del FC Barcelona in una partita vinta per 3-1 contro il Català SC.
Nella città andavano formandosi diversi club. Fu così che, nel 1902, si raggiunse un numero di squadre sufficienti per disputare una prima competizione locale, la Copa Macaya. Witty faceva parte della formazione che vinse la Copa Macaya nel 1902, primo trofeo nella storia del club. Giocò con il Barcellona anche nel 1902, quando il club fu invitato a partecipare alla prima Coppa del Re. Dopo aver sconfitto il Madrid CF, poi diventato Real Madrid, per 3-1 nel primo turno, il Barça fu battuto per 2-1 dal Club Vizcaya, poi divenuto Athletic Club, in finale. Witty, inoltre, aiutò la squadra ad aggiudicarsi la Copa Barcelona nel 1903. Dal 1899 al 1905 collezionò 74 partite con il Barcellona, per lo più come difensore centrale.

### Presidente
Fu eletto presidente del FC Barcelona il 17 settembre 1903, dopo una militanza nel comitato esecutivo. Durante la sua presidenza il club vinse il suo primo Campionat de Catalunya con una squadra che comprendeva Ernest Witty e Romà Forns, una delle tante giovani riserve che Witty introdusse nella rosa dei blaugrana. Il club contava già molti tifosi, così Witty decise di dotare il club di un impianto più capiente, il Carrer Muntaner, e di far conoscere il sodalizio all'estero, dove il Barcellona debuttò il 1º maggio 1904 a Tolosa (Francia) contro lo Stade Olympien des Étudiants Toulousains, battendolo per 3-2. Gli stessi avversari furono invitati dal club catalano per giocare la partita inaugurale del Carrer Muntaner e furono sconfitti nuovamente, questa volta per 4-0, con due gol di Hans Gamper. Witty concluse il suo mandato il 6 ottobre 1905.

### Imprenditore
Nel giugno 1924 Witty fu coinvolto in un breve scandalo quando invitò la banda della Marina Reale inglese a suonare God Save the Queen allo stadio Les Corts, dopo che un tentativo di eseguire la Marcha Real, l'inno nazionale spagnolo, era stato soppresso dal pubblico che aveva rumoreggiato. Il gesto fu un chiaro segnale dell'avvenuta politicizzazione della tifoseria del Barcellona, fatto che Witty non approvava e che lo indusse a prendere progressivamente le distanze dal club, pur rimanendone sostenitore. Negli anni trenta Witty e il figlio Frederick Jr. costituirono la compagnia di famiglia e contribuirono ad introdurre nomi celebri come Cadburys, Johnnie Walker, Unilever e Bovril nel mercato spagnolo. Witty ricoprì poi l'incarico di Presidente dell'Associazione Agenti Nautici di Barcellona sino al 1936, affermandosi come leader nel settore commerciale delle navi in Spagna. Durante la guerra civile spagnola la compagnia fu esentata da un passaggio di proprietà in favore di un comitato di lavoratori in qualità di compagnia di proprietà britannica, potendo in tal modo continuare a prosperare. Nel corso della seconda guerra mondiale Witty lasciò la Spagna, lasciando gli affari nelle mani di un avvocato. Tornato durante gli anni di Franco, riacquisì il suo status di agente nautico in vista e, insieme al fratello, aprì un negozio di articoli sportivi di successo.

### Morte
Si è spento nel 1969 all'età di 91 anni.

## Palmarès
Come giocatore del Barcellona
- Campionato catalano (Copa Macaya): 1

1901-02
- Coppa Barcellona: 1

1902-03
Come presidente del Barcellona
- Campionato catalano: 1

1904-05

## Fonti
- Morbo: The Story of Spanish Football (2003), di Phil Ball.
- Barça: A People's Passion (1998), di Jimmy Burns.